# トランペット吹きの子守歌
『トランペット吹きの子守歌』（トランペットふきのこもりうた、英語: A Trumpeter's Lullaby）は、ルロイ・アンダーソンが作曲したトランペットと管弦楽のための作品。『ラッパ吹きの休日』と並んで最も知られている作品。演奏時間は約3分。

## 概要
『トランペット吹きの子守歌』は1949年にアメリカ合衆国の作曲家ルロイ・アンダーソンによって作曲されたトランペット独奏と管弦楽のための小品である。この演奏時間約3分の作品は1950年5月9日にアーサー・フィードラー指揮およびフランス系アメリカ人ロジャー・ヴォイジンのトランペット独奏でボストン・ポップス・オーケストラによって初演された。この曲は当時ボストン・ポップス・オーケストラの首席トランペット奏者であったヴォイジンの委嘱により作曲されたものである。また同曲は初演と同じ編成で1950年6月18日に初録音された。その3ヶ月後に、アンダーソン自身の指揮とジェームズ・F・バークのトランペット独奏により録音された。最初のステレオ録音は1956年10月にフレデリック・フェネル指揮のイーストマン＝ロチェスター・ポップス・オーケストラにより、リハーサル無しのワンテイクで行われた。トランペット独奏はクレジットされていないがシドニー・ミアによる。
スコットランドの民謡などに見られるヨナ抜き音階に似た民謡音階が一部使用されている。

この作品の発端について、アンダーソンは以下のように語っている: 
「(『トランペット吹きの子守歌』)…を作曲した起こりはボストンのシンフォニーホールの舞台裏から始まる。私は作曲と指揮に加えて、長年ボストン・ポップス・オーケストラの編曲者を務めていた - ある演奏会のあと、指揮者のアーサー・フィードラーと首席トランペット奏者のロジャー・ヴォイジンの2人と一緒に座って話をしていた。突然、ロジャー・ヴォイジンが私に向かって言った。大きな音で、軍隊を思わせるような、あるいは意気軒昂とした、昔ながらのトランペット独奏とは違うものをオーケストラとの共演用に書いてはくれまいかと。よくよく考えた末、そういえばトランペットが演奏する子守歌というものは聴いたことがないと思い当たった。それで私はそういう曲を書き始めた - トランペットが演奏する、ラッパの音色を模した静かなメロディと残りのオーケストラが後ろで演奏する子守歌からなる曲を」。

## 録音
『トランペット吹きの子守歌』には以下の録音がある: 
- カナディアン・ブラス、『ノエル(Noel)』(クリスマス・アルバム)、RCAビクター 09026-62683-2 (1994年)、(チューバ独奏用に編曲。タイトルは「チューバの子守歌 (Tuba Lullaby)」)
- ハリー・フライスタット、『ルロイ・アンダーソン、指揮を執る(Leroy Anderson Conducts)』、デッカ 9-151(1950年)
- アル・ハート、『ポップスをジャジーに(Jazzin' at the Pops)』、Pro Arte 687(1989年)
- ラファエル・メンデス、『The Legendary Trumpet Virtuosity Of Rafael Méndez - Volume 1』、Summit DCD 177(2006年)(コンピレーション・アルバム。デッカ在籍時代より前[5]の1940-50年代の録音[6])。
- ドク・セヴァリンセン、『トランペット豪華ショー(Trumpet Spectacular)』、Telarc Digital CD-80223 (1990年)
- スーザン・スローター 『『ドライブのひととき：ブルーリッジ・パークウェイ』(Drive Time: Blue Ridge Parkway)』(Various artists)、ソニー・クラシカル 94773(2005年)
- アーサー・フィードラー指揮、ロジャー・ヴォイジン(トランペット独奏）、ボストン・ポップス・オーケストラ、RCAビクター Red Seal 10-3049-B (SP盤B面、A面はルロイ・アンダーソン作曲「プロムナード(Promenade)(10-3049-A)」[7])